# Liste von Klavierbauern
Dies ist eine Liste bekannter Klavierbauer. Sie soll Namen, Lebensdaten und Wirkungsorte einzelner Klavierbaumeister sammeln, die seit Ende des 18. Jahrhunderts Hammerklaviere in Handarbeit herstellten. Ebenso werden auch die Namen von industrialisierten Klavierbaufirmen aufgenommen.

## A
- Gerhard Adam (Klavierbauer) (1797–1879), Wesel, Gründer der Pianofortefabrik Gerhard Adam Wesel
- Hugo Aders, Guben, Mitgesellschafter der Pianofabrik Aders & Blumberg in Berlin, später umfirmiert in Lange & Co., Pianofabrik, in Berlin
- Paul Aders, Guben, Mitgesellschafter der Pianofabrik Aders & Blumberg in Berlin, später umfirmiert in Lange & Co., Pianofabrik, in Berlin
- F.J. Ackermann, Stuttgart
- Charles Albrecht (ca. 1785–1830), Philadelphia, USA
- Johann Christian Andrée, Fortepianofabrikant und Hofinstrumentenmacher in Berlin 1820–1847
- Emil Ascherberg (1839–1904), 1876–1883 Dresden, ab 1884 London (E. Ascherberg & Co. / Ascherberg, Hopwood & Crew Ltd.)

## B
- Paul Bach, Hamburg
- Baldwin Piano Company (seit 1891), div. Standorte in den USA
- Jacobus Ball, London
- Rudolf Barthol, Berlin
- Gustave Baudet, Paris
- Christian Baumann (1740–1816), Zweibrücken
- Josef Baumbach (um 1840), Wien
- Carl Bechstein (1826–1900), Berlin
- Frederick Beck (um 1780), London
- Jakob Becker (1811–1879), St. Petersburg
- Karl Gottfried Bellmann (1760–1816), Dresden
- Valentin Berdux (1871–1971), München
- Traugott Berndt (Geschäftsgründung 1836), Breslau
- Jacob Bertsche (um 1810), Wien
- John Betts (um 1790), London
- Adam Beyer (erwähnt 1774–1795), London
- Aloys Biber (um 1850), München
- Wilhelm Bieger (seit 1872 Auflösung der Fa. Wilhelm Bieger / Heilbronn zw. 1907 und 1912/13), Heilbronn; 1896–1897 Stuttgart, Kasernenstrasse 37
- Julius Ferdinand Blüthner (1824–1910), Leipzig
- Bock & Hinrichsen (seit 1869), Rendsburg
- Boos & Noller (seit 1923), Stuttgart
- Luigi Borgato (* 1963), Lonigo (Italien)
- Ignaz Bösendorfer (1794–1859), Wien
- Ludwig Bösendorfer (1835–1919), Wien
- C. Böttger (um 1860), Stettin
- John Broadwood & Sons (1732–1812), London
- Joseph Brodmann (~1763 oder 1771–1848), Wien
- Joseph Buchinger, London
- Gabriel Buntebart (um 1787), London
- J. C. M. Burchardt (um 1835)
- Christian Burger (1842–1925) Biel (CH), ab 1882 Burger & Jacobi
- J. H. Burmester (um 1860), Hamburg
- Adolph Buschmann (Geschäftsgründung 1805), Hamburg

## C
- Philipp Heinrich Caesar (1784–1843) Solothurn (CH)
- Cavendish Pianos (seit 2012), Bolton Abbey (UK)
- Jonas Chickering (um 1830), Boston (USA)
- Muzio Clementi (1752–1832), London
- Crasselt & Rhäse, Löbau
- Bartolomeo Cristofori (1655–1731), Florenz
- Jacob Czapka (gegr. 1842), Wien

## D
- Demmer & Mauelshagen
- Dietmann Pianos Pty, Johannesburg, Südafrika
- Johann Christian Dietz (um 1900), Frankreich
- Carl Dieudonné um 1809, Stuttgart
- Joseph Dohnal (1759–1829), Wien
- Cesare Donadoni (1849–1905), Berlin
- Friedrich Dörner (1830–1935), Stuttgart (heute Matthaes & Kanhäuser, Stuttgart)
- Сarl Dörr (1817–1936), Wien
- Carl Drünner (erwähnt 1813–1839),  Pest (Ungarn)
- Johann Ludwig (Louis) Dulcken (1761–1836), München
- Jes Leve Duysen (1820–1903), Berlin

## E
- Carl Ecke (um 1905), Berlin/Dresden
- Friedrich Ehrbar (1827–1905), Wien
- Peter Engelbronner (1668–n.1748), Kleve[1]
- Richard Traugott Eppler (1937–2006), Meßstetten (Baden-Württemberg)
- Euterpe (Berlin, dann Langlau, später Marke von Bechstein)
- Sébastien Érard (1772–1831), Paris

## F
- Albert Fahr, Zeitz
- Fazer (ab ca. 1950), Helsinki, Finnland
- Paolo Fazioli, Rom
- August Hermann Francke, Leipzig
- Ludwig Feigel, Wien
- Feurich (ab 1851), Leipzig, Gunzenhausen, nun eine Marke der Fa. C. Bechstein
- Hermann Feurich (1854–1925), Leipzig
- Johann Heinrich Ernst Fessel (* 1764), Dresden
- Gustav Arnold Fibiger (1912–1989), Kalisz
- Wilhelm Fissmer (um 1845), Minden
- Johann Andreas Gottfried Flohr (1798–1872) Bern, ab 1872 Fa. A.Schmidt-Flohr
- August Förster (1829–1897), Löbau
- Georg Förtner (ab 1871), München
- Arthur Franke (1925 Franke & Sponnagel, 1929 Franke, Sponnagel & Gerstenberger), Liegnitz
- Johann Frenzel (um 1840), Linz
- Philipp Joseph Frick (um 1785), Berlin
- Christian Ernst Friederici (um 1750), Gera
- Johann Fritz (um 1820), Wien
- Barthold Fritze (1697–1766), Braunschweig
- Georg Fröschle (um 1776), London
- Paolo Fazioli (ab 1979), Sacile (Italien)

## G
- Carl Gaissert (um 1873–1923), Zürich
- Christopher Ganer (um 1790), London
- Georg Garcka (um 1800), London
- Carl Julius Gebauhr (1809–1881), Königsberg i. Pr.
- John Geib (1744–1818), London
- William Gerber (um 1775), London
- Oscar Gerbstädt (1888–1990), Zeitz, Leipzig, seit 1990 Leipziger Pianoforte GmbH
- Christopher Gerock († 1837), London
- Julius Gerstenberger (Firma gegründet 1864; 1929 fusioniert auf Franke, Sponnagel & Gerstenberger)
- Geyer, Eisenberg (Thüringen), siehe Wilhelm Steinberg (Klavierbau)
- Gebr. Glaser (1910–1945), Jena, Stadtroda
- Carl Goetze (1837–1916), Sankt Petersburg, Berlin[2]
- Josef & Adolf Gössl (1854–?), Wien
- Johann Gottfried Gräbner (1736–1808), Dresden
- Johann Wilhelm Gräbner (1737–1798), Dresden
- Karl August Gräbner (1749–1827), Dresden
- Johann Gotthelf Gräbner († 1844), Dresden
- A. Grand (gegr. 1869), 1988 Produktion eingestellt, 1990 wiederaufgenommen, ab 1991 als A.Grand  OHG, Wuppertal, in China durch Brauneins und Buhé
- Conrad Graf (1782–1851), Wien
- Johann Grimm (um 1820), Spaichingen
- Friedrich Grotrian (1803–1860), Braunschweig
- Grotrian-Steinweg (1835 Heinrich Steinweg, Seesen, 1850 Theodor Steinweg, Wolfenbüttel, 1856 mit Partner Grotrian, 1865 „Th. Steinweg Nachf., Grotrian, Helfferich, Schulz“), Braunschweig, ab ca. 1875 Grotrian-Steinweg

## H
- Stephan Hain (1892– ca. 1972), Krefeld
- Karl Hamburger (1848–1891), Wien,
- Hantke & Manitz (1924–?), Meißen
- John Crang Hancock (erwähnt 1770–1799), London
- Joachim Harbich (um 1840), Wien
- Carl Hardt (Anfang 20. Jahrhundert), Stuttgart
- Georg Hasska (Haschka) sr. (1772–1828), Wien
- Georg Hasska (Haschka) jr., Wien
- Ferdinand Hauck (1805–1871), Habelschwerdt, Niederschlesien
- John Isaak Hawkins (um 1801), Philadelphia
- Franz Anton Hayer (um 1820)
- Carl Ferdinand Heckel (1800–1870), Mannheim
- Johann Heichele (um 1820), Triest
- Matthäus Heilmann (1744–1817), Mainz
- Carl Heinke (um 1880), Berlin
- Johann Ludwig Hellen (um 1770), Bern
- Alexander Herrmann, Sangerhausen
- Henri Herz (1803–1888), Paris
- Conrad Heubeck († 1837), Erlangen
- Johann Sebastian Heubeck (1811–1893), Nürnberg
- Heyl, Borna bei Leipzig
- Carl Hintze, Berliner Klavierbauer, Ritterstraße 117 (ab 1870)
- Carl H. Hintze, Berliner Klavierbauer und -händler, Bülowstraße 48/49 (ab 1896)
- Hoffmann & Kühne, Dresden, Nachf. von Urbas & Kühne, danach VEB Piano Union[3]
- Ferdinand Hofmann (1756–1829), Wien
- Hohner, Trossingen
- Gotthilf Honigmann (1818–1869), Halle (Saale)
- Gottfried Joseph Horn (1739–1797), Dresden
- Johann Gottlob Horn (1748–1796), Nickern bei Dresden
- Richard Horsburgh (um 1785), Edinburgh
- Valentin Hottenroth (zunächst gemeinsam mit seinem Bruder Carl Hottenroth; 1874–1891), Johannisberg a. Rh.
- Friedrich Hoxa, Wien
- Niklaus Hübert (1810–1890), Zürich
- Heinrich Hüni (1798–1866), Zürich
- Ludwig Hupfeld, Nachf. von Groß & Co., Leipzig, ab 1946 Pianofortefabrik Leipzig, 1967 VEB Deutsche Piano Union, 1990 Leipziger Pianofortefabrik, Marken Hupfeld und Rönisch[4]
- Klavierbauerfamilie Hutzelmann, Eisenberg/Thüringen (seit ca. 1750)

## I
- Johann Adolph Ibach (Fa. 1794–2007), Beyenburg, Düsseldorf, Wuppertal, Schwelm
- Johann Christian Gottlieb Irmler (* 1790 Grumbach (Wilsdruff); † 1857), Leipzig
- Oswald Irmler (~1835–1905), Leipzig
- Otto Irmler († 1861), Leipzig

## J
- Heinrich Christian Jacobi (1817–1979), ab 1842, Thun
- Hermann Emil Jacobi - Burger (1852–1928) / Fa. Burger & Jacobi ab 1872, Biel
- Johann Jakesch (~1763–1840), Wien
- Johann Christoph Jeckel (1731–1813), Worms
- Martin Friedrich Jehle (1914–1982), Ebingen, Albstadt
- H. Jordans, Mönchengladbach

## K
- Kaim Pianoforte AG, Kirchheim-Teck
- F. Kamossa (um 1900), Königsberg
- Ernst Kaps Klavierfabrik AG (1858–1925), Dresden
- Caspar Katholnig (~1763–1829), Wien
- Koichi Kawai (1886–1955), Hamamatsu (Japan)
- Jacob Kirckman (um 1766), London
- Heinrich Kisting (1769–1853), Berlin
- David Klavins (* 1954), Bonn
- Johann Bernhard Klems (1812–1872), Düsseldorf
- Heinr. Knauss Söhne, Koblenz, 1909 Zusammenschluss mit Carl Mand zu „Rheinische Pianofabriken vorm. C. Mand“
- Ignatz Kober (1756–1813), Wien
- Johann Jakob Könnicke (1756–1811), Wien
- H. Kracht (um 1940), Berlin
- Julius Kreutzbach (1845–1913), Leipzig
- Samuel Kühlewind (um 1790), Volkstedt (Sachsen)
- H. Kriebel (1863–1934), Berlin
- Kaiser Pianoforte-Manufaktur KG (seit 2001), Siegen
- C.Kemmler, Osnabrück
- Johann Kuhse (1845–1917), Dresden
- Matthias Kunze (* 1952), Alt Meteln, Mecklenburg
- Matthias Kunze d. J. (* 1974), Schwerin, Alt Meteln

## L
- Laffargue (1896–1932), New York City[5]
- Otto Lange (1856–1929), Berlin
- Emil Lämmerhirt (um 1890), Berlin
- Wenzel Ledezki (~1761–1823), Wien
- F. Lebrecht, Uelzen
- Adolf Lehmann (1890–1929), Berlin[6]
- Arthur Lehmann (1861–1931), Barmen
- Gotthelf David Lehmann (um 1764), Dresden
- Carl Lemme (1746–1815), Braunschweig
- Sebastian Lengerer (um 1790), Kufstein
- Jakob Lettner, Pest (Ungarn)
- Augustus Leukfield (um 1805), London
- Hermann Lichtenthal bis 1830: Brüssel, bis 1854: St. Petersburg
- Franz Liehr, Liegnitz
- Linke (1890 – ca. 1925), Berlin
- Richard Lipp (1805–1873), Werkstattgründung 1831 in Stuttgart[7]
- Norbert Lippe, Eibelstadt
- Caspar Lorenz (erwähnt 1834–1867), Wien
- Benjamin Heinrich Lunau (1797–1883), Lübeck
- Edmund Luner (1867–1944), Atzgersdorf bei Wien[8]

## M
- Heinrich Rudolph Mack, Dresden
- Leberecht Maercker (1808–1878), Halle a. Saale
- Otto Marquardt, Berlin
- A. Martmer & Co. (um 1875), Zürich
- Carl Mand (um 1835), Koblenz
- Th. Mann sen. (1831–1913), Bielefeld, Nachfolge C. W. Volkening und Gründer der Pianofortefabrik Th. Mann & Co.
- Pianofortefabrik Ferdinand Manthey (bis 1986), Berlin[9]
- Andreas Marschall, Kopenhagen
- Otto Marx (1871–1964)
- Theodor Matthaes (1883–1923), heute Matthaes & Kanhäuser, Stuttgart
- Anton Matschinger, Pest (Ungarn)
- May (seit etwa 1870), Berlin
- J. Mayer & Co. (um 1910), München
- Carlo di Meglio (um 1830), Italien
- Sébastien Mercier (um 1831), Paris
- Leonhard Mey (um 1820), Mannheim
- Mohr & Schlauder, Freiburg i. B.
- Johann Müller (um 1840), Berlin
- L. W. Müller (um 1860), Hamburg
- Matthias Müller (1769–1844), Wien
- Wilhelm Müller I. (1843– vor 1945), Mainz
- Reinhard Müller (um 1860), Marburg
- Muirwood & Co., Edinburgh

## N
- Frederic Neubauer, London
- F. L. Neumann (1854 – 1929), Hamburg, Herrlichkeit 71 und Rödingsmarkt 74
- Gerhardt Ludwig Nagel, (ca. 1870–1939), Heilbronn
- Heinr. Neuhaus, Bochum
- J. Nemetschke, Wien
- Johann Christof Neupert, Bamberg
- Ferdinand Niederhäuser (1668–1702), Wien
- Hermann Niendorf, Luckenwalde
- Karl Niendorf, Luckenwalde 1896

## O
- C. Oehler, Stuttgart
- Obermeier, (etwa 1900 – 1920); Berlin
- Johann Christoph Oesterlein (1727–1792), Berlin
- Fritz Ohm, Braunschweig
- Jean-Baptiste Oor (1840–1940), Brüssel, Belgien
- Lucien Oor, Brüssel (1877–1949), Belgien, Belgien

## P
- Henri Pape (1789–1875), Paris
- Anton Pappenberger (prod. ab 1912), Korneuburg bei Wien
- Alois Parttart (1841–1898), Atzgersdorf bei Wien
- Robert Pelnarsch, Neutraubling
- Wilhelm Pepper, Berlin
- Julius Perzina (1845–1897), Schwerin
- Vendelin Peter (1795–1874), Pest (Ungarn)
- Antonín Petrof (1839–1915), Hradec Králové, Böhmen
- Julius Pfaffe, Berlin,[10]
- Carl A. Pfeiffer, Flügel- und Klavierfabrik, gegründet 1862, Stuttgart und Leonberg Pfeiffer (Klavierhersteller)
- Jakob Pfister (1770–1838), Würzburg
- Gottlob Philipp, Pianofabrik[11][12], gegründet 1872 in Forst in der Lausitz, Cottbuser Straße
- Johann Daniel Philipps (1846–1926), Gründer der Frankfurter Orchestrion- & Piano-Instrumenten-Fabrik J. D. Philipps, 1886 in Frankfurt/Main
- Ignaz Josef Pleyel (1757–1831), Paris
- Joseph Pramberger (1938–2003), New York
- Friedrich Prein (gegr. 24. Oktober 1857), Köln
- J. Preiss (1878–1912), Ratibor in Oberschlesien (heute Raciborz, Polen)
- Johannes Pohlmann (1717–ca. 1794), London

## Q
- C. J. Quandt (gegr. 1854), Berlin

## R
- Eduard Ferdinand Rachals (1837–1902), Hamburg
- Mathias Ferdinand Rachals (1801–1866), Hamburg
- Johann Diedrich Rädecker (1765–1848), Lübeck
- Heinrich Rawie (ca. 1860–1960), Osnabrück
- Johann Friedrich Reisz (um 1820), Budweis
- Carl Ernst Fürchtegott Renzsch (um 1797), Dresden
- P. J. Rippen (um 1926), Ede, Niederlande
- Louis Friedrich Römhildt (1817–1890), Weimar
- Carl Rönisch (1814–1893), Dresden
- Gebr. Rohlfing (~1790–1944), Osnabrück
- August Roloff (1841–1911), Neubrandenburg (Gebr. Roloff)
- Ludwig Roloff († nach 1864), Neubrandenburg (Gebr. Roloff)
- Heinrich Roloff (der Ältere) (1800–1885), Neubrandenburg (Gebr. Roloff)
- Heinrich Roloff (der Jüngere) (1839–1897), Neubrandenburg (Gebr. Roloff)
- Georg Conrad Rordorf (1821-85) und sein Cousin Rudolf Rordorf (1820-49); 1847–1922 Klavierfabrik C. Rordorf & Co., Zürich
- Michael Rosenberger (~1766–1832), Wien
- Ernst Philipp Rosenkranz (1773–1828), Dresden
- Carl Rossler (um 1830), Wien
- August Roth
- Roth & Junius (um 1900), Hagen
- Andreas Georg Ritmüller (um 1800), Göttingen
- Carl Friedrich Ritter (1797–1863), Frankleben bei Merseburg
- Carl Richard Ritter (1836–1917), Frankleben bei Merseburg
- Alfred Ritter (1871–?), Halle
- Willi Ritter (1877–?), Halle
- F. de Rohden (* um 1855), Paris

## S

### Sa–Sc
- Lorenz Sabel (1887–1941) Klavierfabrik Sabel, *1920 vormals J. Bieger & Co. (gegr.1842), Rorschach; 1979 von Pianofortefabrik Wilhelm Schimmel übernommen
- Carl Gottlob Sauer (um 1780), Dresden
- J. P. Sauer (um 1881), Stuttgart
- Leopold Sauer (um 1805), Prag
- Carl Sauter (um 1830), Spaichingen
- Ferdinand Schaaf (um 1866), Wetzlar, ab 1872 in Frankfurt a. M., später unter Baldur Pianoforte-Fabrik von Ferdinand Schaaf & Co
- Johann Schantz (1762–1828), Wien
- Carl Scheel (Geschäftsgründung 1846), Kassel
- August Scherer, Berlin
- Georg Schick, Ofen (Ungarn)
- Schiedmayer & Soehne (um 1870)
- Balthasar Schiedmayer (1711–1781), Erlangen
- Johann David Schiedmayer (1753–1805), Erlangen
- Johann Lorenz Schiedmayer (um 1825), Stuttgart
- Wilhelm Constantin Schiffer (um 1780), Köln
- Johannes Schiller (1854–1927), Berlin und Neubrück bei Hennigsdorf
- Wilhelm Schimmel Pianofortefabrik, Braunschweig
- Elias Schlegel (um 1750–1805), Altenburg
- Johann Christian Schleip (1786–1848), Berlin
- Christoph Friedrich Schmahl (1739–1814), Regensburg
- Johann Matthäus Schmahl (1734–1793), Ulm
- Carl Wilhelm Schmidt (1794–1872), Preßburg (Österreich-Ungarn)
- Caspar Schmidt, Prag
- Johann Evangelist Schmidt (1757–1804), Salzburg
- Johann Jacob Schmidt (um 1815), Wien
- Joseph Schneider (um 1850), Wien
- Johann Joseph Schöffstoss, auch „Schöfstohs“ (1767–1824), Wien
- Joseph Schrimpf (um 1830), Wien
- Christian Heinrich Schröder (um 1860), Hamburg
- Christoph Gottlieb Schröter (1699–1782), Sachsen
- Gebr. Schulz (1888), Wiesbaden
- Gebr. Schütze (1919–1958), Neukölln (Berlin)
- Wilhelm Schwab  (um 1785–1856), Pest (Ungarn)
- Joachim Friedrich Schwarzlose (um 1830), Berlin
- Georg Schwechten (1827–1902), Berlin
- Johann Michael Schweighofer (1806–1852), Wien
- Michael Schweighofer (1771–1809), Wien

### Sd–Sz
- Benignus Seidner (um 1820), Wien
- Eduard Seiler (Firma gegründet 1849), Liegnitz
- Gustav Selinke (Firma gegründet 1866, 1894 umfirmiert auf Eduard Sponnagel), Liegnitz
- Ignaz Joseph Senft (um 1780), Augsburg
- Franz Martin Seuffert (1772–1847), Wien
- Eduard Seuffert (1819–1855), Wien
- Nobuyuki Shima, Allensbach
- Sybille Shima geb. Jehle (1947-), Allensbach
- Gottfried Silbermann (1683–1753), Freiberg (Sachsen)
- Johann Heinrich Silbermann (1727–1799), Straßburg
- Joseph Simon (um 1830), Wien
- William Southwell (um 1800), London/Dublin
- Franz Jacob Späth (1714 oder 1717–1786), Regensburg
- Wilhelm Spaethe 1859, Gera
- Eduard Sponnagel (1847–1907, ab 1889 Partner von Gustav Selinke, ab 1894 Alleinfirmant), Liegnitz
- Johann Andreas Stein (1728–1792), Augsburg
- Matthäus Andreas Stein (1776–1842), Wien
- Carl Andreas Stein (1797–1863), Wien, Sohn von André Stein
- Wilhelm Steinberg (Klavierbau), Eisenberg (Thüringen)
- Steingraeber (gegründet 1852), Bayreuth
- Steinway & Sons, New York City, Hamburg
- Henry Steinway jr. (1831–1865), New York City
- Heinrich Steinweg (1797–1871), Seesen, Hzm. Braunschweig, New York City
- Theodor Steinweg (1825–1889), Seesen, Holzminden, Wolfenbüttel, Braunschweig, New York City
- Stelzhammer (1852–2011), Wien[13]
- Robert Stodart (1748–1831), London
- Theodor Stöcker (1811–1878), Berlin
- Johann Andreas Streicher (1761–1833), Wien
- Johann Baptist Streicher (1796–1871), Wien
- Nannette Streicher (1769–1833), Wien
- Stroud (1909–1993), Woodchester, Verkauf auch unter der Marke „Bentley“[14]
- NN Strouth um 1785, London

## T
- Taubert & Dinjus, Eisenberg (Thüringen)
- Tetsch & May, Emmerich
- Rainer Thiemann, Lauff
- Thierbach, Dresden
- Ferd. Thürmer Pianofortefabrik, bis 1945 in Meißen (Elbe), später in Herne und Bochum
- Johann Friedrich Treubluth (1739–1821), Dresden
- Thomas Tomkison (um 1820), London
- Trautwein (gegründet 1820), Berlin
- Trübger (gegründet 1872), Hamburg
- J. Tresselt (1823–1883) (Johann Christian Nicolai Tresselt), Riga und Sankt Petersburg
- Johann Nepomuk Tröndlin (1824–1855), Leipzig

## U
- Uebel & Lechleiter, Heilbronn
- H.Ullrich, Dresden
- Urbas & Reisshauer, ca. 1894–1932, Dresden-Cotta

## V
- Ludovicus Verel (um 1780), London
- Johann Veres, Békés (Ungarn)
- Vogel & Sohn
- Adolf Ernst Voigt, königlich spanischer Hoflieferant, Berlin
- Ed. Voigt, Dresden
- F. B. Voigt (um 1845), Berlin
- C. W. Volkening (um 1807–1858), Bielefeld, nachgefolgt von Theophil Mann sen.
- Verdugo e Hijo, Quito, Ecuador

## W
- Joseph Wachtl (um 1810), Wien
- Johann Gottlob Wagner (~1750–1789), Dresden
- Christian Salomon Wagner, Dresden
- Anton Walter (1752–1826), Wien
- Philipp Jacob Warth (erwähnt 1788–1800), Untertürkheim bei Stuttgart
- Jozef Wasilewski (um 1840), Warschau
- Paul Weiss (1955–1971), Spaichingen (Baden-Württemberg)
- Christoph Weidig, später Carl Weidig (1843–1920), Jena[15]
- Wendl & Lung, seit 1910, Wien
- Ed. Westermayer (1863–1941), Berlin[16]
- Wilhelm Wieck (1828–1874), Dresden
- George Wilkinson (um 1830), London
- Isaac Willis, London
- Georg Winkler (um 1785), München
- Johann Conrad Winter (~1700–1777), Lübeck
- Johann Heinrich Winter (1800 – ?), Bremen
- Johann Hinrich Winter (1773–1801), Lübeck
- Jürgen Hinrich Winter (1726 – ~1790), Lübeck
- Leonard Conrad Winter (1728–1777), Lübeck
- H. Wolfframm, Dresden
- Robert Wornum (1780–1852), London

## Y
- Torakusu Yamaha (1851–1916), Hamamatsu (Japan)
- Young Chang (seit 1956), Incheon (Korea)

## Z
- A. Zakrzewski (um 1845), Warschau
- Joseph Zastaupil (um 1850), Wien
- Zeitter & Winkelmann (1837), Braunschweig
- Zimmermann
- Carl Zobel (1822–1872), Pest (Ungarn)
- Franz Zobel (1793–1844), Pest (Ungarn)
- Johann Christoph Zumpe (1726–1790), London